# Josef Rauch (Politiker, 1884)
Josef Rauch (* Januar 1884; † nach 1954) war ein deutscher Kommunalpolitiker (CSU).

## Werdegang
Rauch war als Regierungsamtmann tätig. Im Sommer 1946 wurde er vom Kreistag zum Landrat des oberbayerischen Landkreises Laufen gewählt. Bei den Landratswahlen 1948 und 1952 stellte er sich erneut zur Wahl und unterlag beide Male Max Schmid. 

## Auszeichnungen
- 1954: Bundesverdienstkreuz am Bande

| Personendaten    | Personendaten                     |
| ---------------- | --------------------------------- |
| NAME             | Rauch, Josef                      |
| KURZBESCHREIBUNG | deutscher Kommunalpolitiker (CSU) |
| GEBURTSDATUM     | Januar 1884                       |
| STERBEDATUM      | nach 1954                         |